# Деон Хото
Деон Хото (на арабски: حمزة رفيعة) е намибийски футболист, играещ като полузащитник за южноафриканския Орландо Пайрътс и националния отбор на Намибия. Участник в Купа на африканските нации 2021 и 2023. През 2024 на последните бележи единствения гол за отбора си срещу Тунис за победата с 1:0.

## Успехи
Африкан Старс (Виндхук)
- Купа на Намибия
  -  Носител (2): 2013, 2014

 Голдън Ароус (Дърбан)
- Първа дивизия на ЮАР (2 ниво)
  -  Шампион (1): 2015

 Орландо Пайрътс
- Купа на ЮАР
  -  Носител (1): 2023